# رحلة الأم كوسترز إلى الجنة (فلم)
رحلة الأم كوسترز إلى الجنة (فيلم) (بالإنجليزية: Mother Küsters' Trip to Heaven) (بالألمانية: Mutter Küsters' Fahrt zum Himmel) فيلم ألماني لعام 1975 من تأليف وإخراج راينر فيرنر فاسبيندر Rainer Werner Fassbinder. من نجوم التمثيل: بريجيت ميرا وإنجريد كافين وكارلهاينز بوم ومارجيت كارستنسن. تم تصوير الفيلم على مدى 20 يومًا بين فبراير ومارس 1975 في فرانكفورت. إعتمد الفيلم على كل من الميلودراما Melodramas من عصر فايمار (الجمهورية التي نشأت في ألمانيا في الفترة من 1919 إلى 1933 كنتيجة الحرب العالمية الأولى)  ليخبرنا قصة النضوج السياسي.

## طاقم التمثيل
- بريجيت ميرا: في دور إيما كوسترز
- إنجريد كافين: في دور كورينا كورين (الملقب كورينا كوسترز)
- ارمين ماير: في دور إرنست كوسترز
- إيرم هيرمان: في دور هيلين كوسترز
- كارلهاينز بوم: في دور كارل تيلمان
- مارجيت كارستنسن: في دور السيدة ماريان تيلمان
- جوتفريد جون: في دور نيماير
- ماتياس فوكس: في دور هورست كناب
- كورت راب: في دور جوستاف[7]

## أحداث الفيلم
إيما كوسترز، امرأة من الطبقة العاملة، تعيش في فرانكفورت مع إبنها وزوجة إبنها. أثناء قيامها بأعمال التوعية لتجميع المقابس الكهربائية، يصلها خبر أن زوجها هيرمان (عامل في مصنع الإطارات لمدة عشرين عامًا) قد قتل المشرف عليه أو نجله ثم إنتحر، ويتضح فيما بعد أنه أصيب بلوثة عقلية مؤقتة، بعد سماع خبر تسريحه من العمل.
تستغل مجموعة من المراسلين الأم كوسترز الحزينة لإثارة المشاعر. لم تجد كوسترز أي عزاء من إبنها إرنست، أو زوجة ابنها هيلين، التي تذهب على الفور لقضاء عطلة، أيضا لاتجد مساندة من إبنتها، تلجأ إلى كارل وماريان تيلمان (عضوان في الحزب الشيوعي الألماني) يقدمون أنفسهم في جنازة هيرمان، ويدعونها إلى منزلهم الذي ورثته ماريان. ينظر الشيوعيون إلى زوج كوسترز الراحل على أنه «ثوري» وضحية مضللة للرأسمالية، لكن إيما تبدو غير مقتنعة في البداية بما يقال، فقد كان زوجها يعتبر الشيوعيين مثيري شغب وينصح بعدم التعامل معهم. يظهر مقال عن المأساة بقلم نيماير، وهو المصور الصحفي الذي أبدى في وقت سابق إهتمامًا خاصًا بالعائلة، وتجد إيما المقال مرفوضًا، لكن إبنتها، التي أقامت علاقة غرامية مع نيماير، تدافع عنه بدعوى «كسب لقمة العيش». تعرف إيما كوسترز أن نظام معاشات الشركة لن ينطبق على حالتها؛ وأن مجلس العمّال ومجلس الشركة متفقين حول هذه المسألة. إرنست وهيلين، اللذان عادا حديثًا من العطلة، يعلنا أنهما سيقيمان بمنزلهما بمفردهما، حيث أن هيلين في إنتظار مولود جديد، كما إنها لا تتوافق مع أخت زوجها.
تنضم إيما كوسترز إلى الحزب الشيوعي، بعد أن وجدت مقال كارل الصحفي أكثر تعاطفًا، وبعد أن تتحدث كوسترز في أول تجمع سياسي، تلتقي شابًا يعمل في تجارة الورق، يدعي أنه مهتمًا بتبرئة ذكرى زوجها، ويعطيها تفاصيل الاتصال الخاصة به. سرعان ما ينفد صبر إيما مع التكتيكات السلبية للشيوعيين، ويؤكد كارل إنه يتعين عليهم القيام بحملة في الإنتخابات المقبلة. تتواصل إيما مع مجموعة صغيرة من الفوضويين، وعلى الرغم من أنهم أقل عددًا من الشيوعيين، فهم يزعمون إن لديهم روحًا عالية أكثر من غيرهم.
هناك نهايتان للفيلم:
يذهب العضو البارز للفوضويين (اللاسلطويون)، هورست كناب، لمقابلة نيماير في مكتبه بالمجلة لكن السكرتير يدعي إنه غير موجود. يحتجز اللاسلطويون طاقم المجلة كرهائن تحت تهديد السلاح، بما في ذلك نيماير، الذي وصل إلى المجلة مع إيما، غير مدرك إلى أي مدى تطور الوضع. ويطالب اللاسلطويون بالإفراج عن جميع السجناء السياسيين في ألمانيا الغربية، وسيارة مرسيدس لنقلهم إلى المطار، وطائرة بوينج لإخراجهم من البلاد. تبدو إيما كوسترز مرعوبًة من مطالب الفوضويين، وتصاب برصاصة قاتلة في إشتباك بين الشرطة والفوضويين، كما يقتل كناب ونيماير، وينتهي الفيلم وتظهر على الشاشة تفصيل المراحل الأخيرة من القصة.
في نهاية أخرى (تُستخدم بشكل أساسي للطبعة الأمريكية من الفيلم)، يكون نيماير في مكتب المجلة، لكن مع بدء الموظفين بالمغادرة في نهاية يوم عملهم، يشعر اللاسلطويون بالملل من إضراب الاعتصام ويغادرون مع بقاء إيما كوسترز، بعد أن أخبرتها إبنتها كورينا، التي تعيش الآن بشكل دائم مع نيماير، بأنها تجعل نفسها سخيفة، تلتقي إيما كوسترز بالبواب الودود لمكتب الصحيفة، الذي توفيت زوجته، وتغادر الأرملة والأرمل لتناول العشاء معًا، على ما يبدو لبدء علاقة رومانسية.

## خلفية الفيلم
ينتقد فيلم فاسبيندر تعطش وسائل الإعلام الألمانية في السبعينيات للدماء، بطريقة مشابهة لفيلم «التكريم المفقود لكاترينا بلوم» إخراج فولكر شلوندورف ومارجريت فون تروتا، وبالإضافة لذلك، يذهب فيلم فاسبيندر إلى ماهو أبعد من خلال إنتقاد الأنانية الساحقة الموجودة في المجتمع المعاصر، ونجد كل من تقابله الأم كوسترز تقريبًا يخدم نفسه ولا يهتم بالآخر، كما ينتقد فاسبيندر بوضوح إعتدال الحزب الشيوعي الألماني الصغير و«نشاطه على كرسي بذراعين».

## إستقبال الفيلم
منح موقع الطماطم الفاسدة (المتخصص في تجميع آراء النقاد) الفيلم تقييم 100%.

## وصلات خارجية
- رحلة الأم كوسترز إلى الجنة  في قاعدة بيانات الأفلام على الإنترنت (بالإنجليزية)
- Review of the Mother Küsters' Trip to Heaven DVD at the World Socialist Web Site